# الحرورة (دومة)

تعديل مصدري - تعديل

الحرورة محلة تابعة لقرية دومة، التابعة لعزلة الصفة بمديرية ذي السفال إحدى مديريات محافظة إب في الجمهورية اليمنية، بلغ تعداد سكانها 66 حسب تعداد اليمن لعام 2004.